# Songs: Ohia/Scout Niblett
Songs: Ohia/Scout Niblett är en split-7" av Songs: Ohia och Scout Niblett, utgiven 2001. Skivan var limiterad till 1 000 exemplar. "Lioness" är en duett med Jennie Bedford och skiljer sig således från den version av samma låt som finns med på The Lioness.

## Låtlista
1. "Lioness" (Songs: Ohia)
2. "Miss My Lion" (Scout Niblett)